# Лучичі (село)
Лучичі — село в Україні, у Забродівській сільській громаді Ковельського району Волинської області. Населення становить 706 осіб.
02 травня 2014 року було відкриття церкви Казанської Богоматері.
Попередій храм був спалений під час ВВ, і знаходився на території теперішнього кладовища.

## Географія
Село розташоване на правому березі річки Вижівки.

## Історія
У 1906 році село Гірниківської волості Ковельського повіту Волинської губернії. Відстань від повітового міста 40 верст, від волості 13. Дворів 97, мешканців 721.
19 липня 2020 року, в результаті адміністративно-територіальної реформи та ліквідації Ратнівського району, село увійшло до новоутвореного Ковельського району.

## Населення
Згідно з переписом УРСР 1989 року чисельність наявного населення села становила 720 осіб, з яких 343 чоловіки та 377 жінок.
За переписом населення України 2001 року в селі мешкали 703 особи.

### Мова
Розподіл населення за рідною мовою за даними перепису 2001 року:
| Мова       | Відсоток |
| ---------- | -------- |
| українська | 99,01 %  |
| російська  | 0,57 %   |
| білоруська | 0,42 %   |